# Saxifraga x kayei
Saxifraga x kayei es una planta herbácea de la familia de las saxifragáceas.
Es un híbrido compuesto por las especies Saxifraga aretioides,  Saxifraga burseriana, Saxifraga ferdinandi-coburgi y Saxifraga sancta.

## Taxonomía
Saxifraga x kayei fue descrita por Horný, Soják & Webr y publicado en Skalniky 1974: 28 1974.
Etimología
Saxifraga: nombre genérico que viene del latín saxum, ("piedra") y frangere, ("romper, quebrar"). Estas plantas se llaman así por su capacidad, según los antiguos, de romper las piedras con sus fuertes raíces. Así lo afirmaba Plinio, por ejemplo.
izarii: epíteto
Cultivares
- Saxifraga x kayei 'Buttercup'